# سپاس زندگی

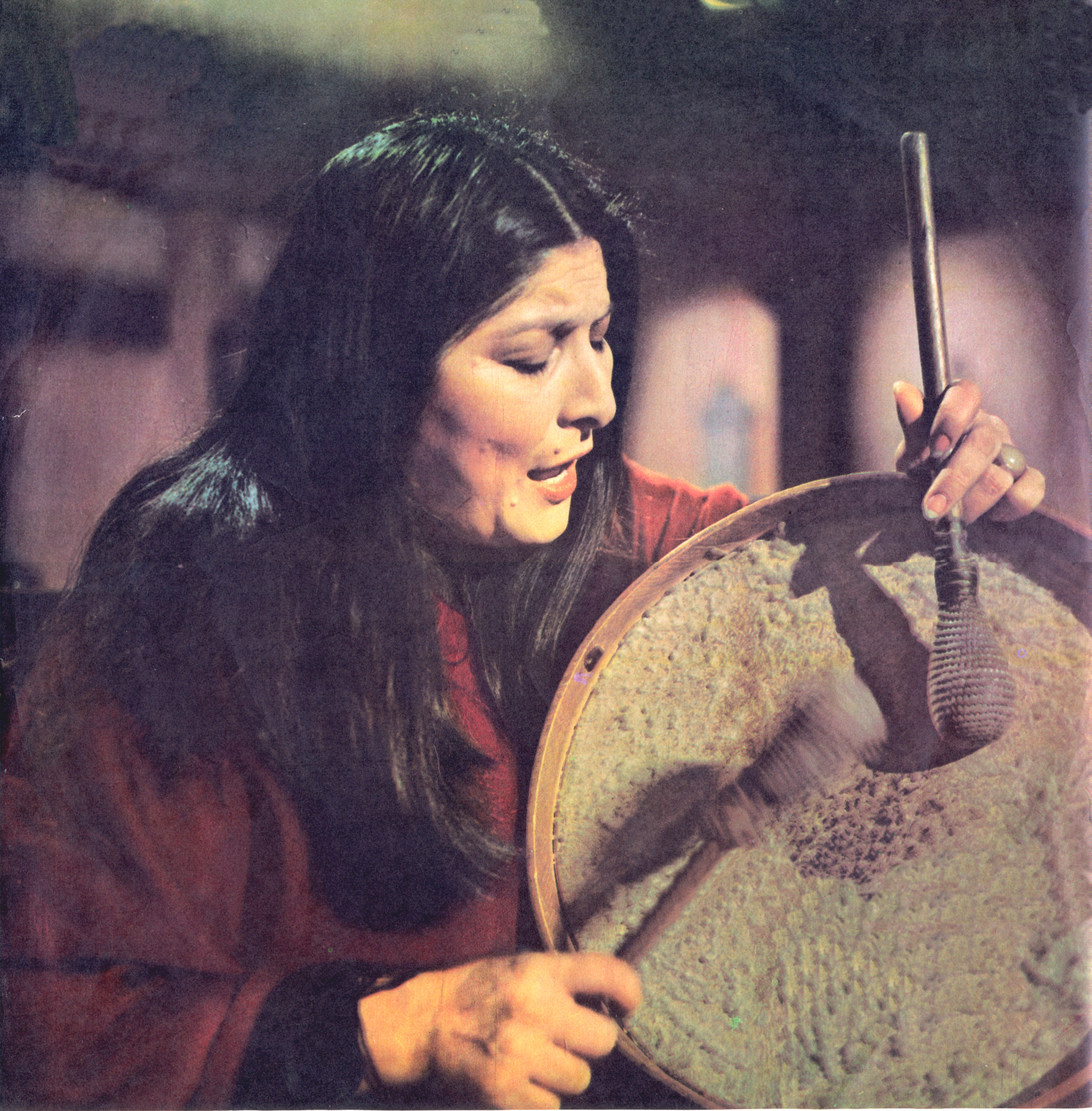
مرسدس سوسا

ترانه گراسیاس آلا ویدا (اسپانیایی: Gracias a la vida‎) سروده ویولتا پارا هنرمند مشهور شیلیایی است که در سن ۴۹ سالگی با شلیک گلوله‌ای به سر خود، خودکشی کرد. این ترانه با صدای هنرمندانی چون جوآن بائز، الیس رجینا و مرسدس سوسا شهرت جهانی یافته‌است.
خود ویولتا پارّا آنرا خوانده بود و هنرمندان دیگر هم اجرا نموده‌اند.
گراسیاس آلا ویدا یکی از مردمی‌ترین ترانه‌های آمریکای لاتین است.

## اجرای ترانه درآرژانتین
اواخر سال ۱۳۵۷ وقتی مرسدس سوسا در آرژانتین ترانه گراسیاس آلا ویدا را اجرا می‌کرد. در میانه کنسرت مأموران حکومت نظامی آرژانتین حمله کردند و جلسه را بهم زدند و از آن به بعد پخش آثار مرسدس سوسا ممنوع و وی از آرژانتین تبعید شد.
مرسدس سوسا بعدها افشا نمود آن زمان از سوی جوخه‌های مرگ و کارگزاران حکومتی تهدید به مرگ شده بود. مرسدس سوسا در سال ۲۰۰۷ در مصاحبه‌ای با خبرگزاری آسوشیتدپرس اظهارات مرسدس سوسا در مورد جوخه‌های مرگ به خبرنگار آسوشیتدپرس گفت در آن زمان از سوی تشکل Triple A تهدید به مرگ شده بود؛ این تشکل که در واقع یک جوخه مرگ راست‌گرا محسوب می‌شد، در حین دوره حکومت نظامیان در آرژانتین بین سال‌های ۱۹۷۶ تا ۱۹۸۳ فعالیت می‌کرد و افراد مظنون به مخالفت با دولت را مورد ارعاب قرار می‌داد.

## گراسیا آلا ویدا ماندگار می‌شود
ترانه گراسیا آلا ویدا را جان بائز پس از سرنگونی پینوشه بازخوانی نمود و بعد از زلزله شیلی در سال ۱۳۸۹ هم چند خواننده آمریکای لاتینی خواندند. پس از سرنگونی فرانکو در اسپانیا نیز گراسیاس آلا ویدا بر سر زبانها افتاد.
به جز ویولتا پارّرا و مرسدس سوسا هنرمندان دیگر هم گراسیاس آلاو ویدا را خوانده‌اند.
جان بائز، ماریا دولورس پرادّرا، آریه نا مازه دری، ایزابل پارا، پلاسیدو دومینگو، اسزاک دلگادو، خلن مونروئخ، مارگارت منه زی، روبرتو لیوی، نانا موسکوری، پرلا باتالا، اسکار چاوز، آلبرتو کورتز، الیس رگینا، ریچارد کلایدرمن، گابریلا فری، یاسمین لوی و…
خواننده فنلاندی آریو سایوّما هم ترانه گراسیاس آلا ویدا را به زبان فنلاندی و سوئدی اجرا نموده‌است.

## مضمون ترانه گراسیاس آلا ویدا
گراسیاس آلا ویدایکی از زیباترین ستایش‌ها در وصف زندگی است که با نوای موسیقی در هم آمیخته شده‌است. شادی همراه با اندوه نهفته در شعر به زیبایی و غنای آن افزوده‌است.
سپاس از زندگی به خاطر اعطای چشم بصیرت، سپاس از زندگی به خاطر اعطای گوشی برای شنیدن صدای طبیعت و زندگی، سپاس از زندگی به خاطر اعطای پایی برای رفتن و راهی برای رسیدن به مقصود، سپاس از زندگی به خاطر اعطای چشمان زیبا به محبوب، سپاس از زندگی به خاطر قلبی برای بازشناختن خوبی از بدی، سپاس از زندگی برای اعطای لبخند و سرودن شعری که شعر همه مردم جهان است.

## ترجمه ترانه به فارسی
سپاس از زندگی

بخاطر تمام چیزهایی که به من بخشید

بخاطر چشمانی که با آنها سیاهی را از سفیدی تشخیص بدهم

و از بین همهٔ مردم

کسی که دوستش می‌دارم را ببینم.

سپاس از زندگی

که به من گوش‌هایی داد تا با تمام وسعتشان

شباهنگام و در روشنای روز

بشنوم صدای جیرجیرک‌ها و قناری‌ها را

بشنوم صدای چکشها و توربین‌ها و آجرها را

بشنوم صدای طوفان‌ها را

بشنوم صدای دلنشنینِ محبوبم ر
ا
سپاس از زندگی به خاطر تمام چیزهایی که به من بخشید

بخاطر تمامی صداها و حروف الفبا

تا با آن کلمهٔ «مادر» را

کلمهٔ «رفیق» و «برادر» را به زبان بیاورم

تا روشنایی بتابد بر مسیر روحی که عشق می‌ورزد.

سپاس از زندگی به خاطر تمام چیزهایی که به من بخشید

سپاس از او که به پاهای خسته‌ام توان بخشید

تا با آنها بگذرم از شهرها و ناهمواری‌ها

تا با آنها بگذرم از دره‌ها و کویرها

از کوه‌ها و دشت‌ها

تا قدم بگذارم به خیابانی که تو در آنی

بیایم خانه‌ات

و به ایوانِ کوچکش

سپاس از زندگی به خاطر تمام چیزهایی که به من بخشید

بخاطر قلبی که گهگاه چهارستون بدنم را می‌لرزاند

هنگام که ثمرهٔ ذهن بشر را می‌بینم

هنگام که می‌بینم چه دور است راهِ خوبی از بدی

هنگام که زل می‌زنم به زلالِ چشمانت

سپاس از زندگی به خاطر تمام چیزهایی که به من بخشید

بخاطر خنده‌ها و اشتیاقی که به من داد

تا با آن رنج و خوشی را بشناسم

همان چیزهایی که سرود مرا ساخته‌اند

که آواز تو را ساخته‌اند

که ترانهٔ زندگی هرکس دیگر را شکل داده‌اند

سپاس از تو ای زندگی
سپاس از تو ای زندگی

سپاس زندگی

سپاس
دو پرتو نورانی داد که وقتی باز می‌شوند،

به خوبی می‌توانم سیاهی را از سپیدی تمیز دهم.

و بنگرم پس زمینه پر ستاره را در آسمان بالای سرم

و ببینم از میان انبوه مردمان،

کسی را که دوستش دارم.

سپاس از زندگی، که به من چیزهای زیادی داد.

گوشی داد تا با تمام وسعت‌اش

ضبط کنم - شب و روز - آوای جیرجیرک و قناری را،

چکش‌ها و توربین‌ها و آجرها و طوفان‌ها را،

و صدای دلنشین محبوبم را.

سپاس از زندگی، که به من چیزهای زیادی داد.

صدا و الفبا را داد

و با آنها کلماتی که بیندیشم و بیان کنم:

«مادر»، «دوست»، «برادر» و روشنایی بتابد

به مسیر روحی که عشق می‌ورزد.

سپاس از زندگی، که به من چیزهای زیادی داد.

توان رفتن داد با پاهای خسته‌ام.

با آنها از شهرها و گودال‌ها گذشتم،

از دره‌ها و دشت‌ها، کوه‌ها و بیابان‌ها،

و از خانه تو، از خیابان و حیاط خلوت ات.

سپاس از زندگی، که به من چیزهای زیادی داد.

دلی را داد که باعث می‌شود چهار ستون تنم بلرزد

وقتی که می‌بینم میوه و ثمره ذهن آدمی را.

وقتی که می‌بینم خوبی چقدر از بدی فاصله دارد.

وقتی که می‌بینم در روشنی چشمان تو…

سپاس از زندگی، که به من چیزهای زیادی داد.

بلند خندیدن و اشتیاق را داد.

با آنها شادی و رنج را تمیز دادم،

دو ماده‌ای که به ترانه‌هایم شکل می‌دهند،

و به ترانه‌های تو نیز هم که همچون همان اند،

و به ترانه‌های همه که همان ترانه‌های من اند.

سپاس از زندگی، به خاطر همه آنچه به من ارزانی داشت.